# Силласте, Микк
Микк Силласте (эст. Mikk Sillaste; 1 марта 1987, Мярьямаа) — эстонский футболист, левый защитник и полузащитник.

## Биография
Воспитанник клуба «Флора» (Кехтна). На взрослом уровне начинал играть в командах, входивших в систему таллинской «Флоры» — во второй лиге Эстонии за «Лелле СК», в первой лиге за «Тервис» (Пярну), «Флора-2» (Таллин), «Элва».
В 2008 году перешёл в «Тулевик» (Вильянди). Дебютный матч в высшей лиге Эстонии сыграл 3 мая 2008 года против «Транса», заменив на 87-й минуте Владимира Васильева. Свой первый гол забил 23 октября 2010 года в ворота «Таммеки». В течение трёх лет выступал за «Тулевик», затем после реорганизации ещё один сезон играл за новый городской клуб «Вильянди».
В 2012 году вместе с другим эстонцем Ало Дупиковым перешёл в норвежский клуб третьего дивизиона «Эгерсунн», но сыграл за него только два матча в Кубке Норвегии, в одной из игр реализовал послематчевый пенальти. После возвращения в Эстонию провёл ещё один сезон в высшей лиге в составе «Калева» (Таллин).
Всего в высшем дивизионе Эстонии сыграл 130 матчей и забил один гол.
С 2014 года до конца карьеры играл за клубы низших лиг Эстонии. Также выступал в футзале (мини-футболе).

## Личная жизнь
Брат Атс (род. 1988) также футболист. В ряде команд — «Флоре-2», «Тулевике», таллинском «Калеве» братья играли вместе.